# Albers (Baden-Württemberg)
Albers és un gemeindeteil (una mena d'entitat de població) adscrit al kurort (~ciutat) de Bad Wurzach, al districte de Ravensburg, a l'estat de Baden-Württemberg. L'assentament es troba a uns dos quilòmetres al nord-est del centre de Bad Wurzach i té una capella. Albers està travessat per la Riedhangstraße i és a l'oest de la reserva natural de Wurzacher Ried. La primera menció d'Albers és del 1482.